# Estadio El Toralín
Das Estadio El Toralín (voller Name: Estadio Municipal de Ponferrada El Toralín ; kurz: El Toralín) ist ein Fußballstadion in der nordwestspanischen Stadt Ponferrada der Autonomen Gemeinschaft Kastilien und León. Der örtliche Fußballverein SD Ponferradina trägt hier seine Spiele aus. Es bietet den Besuchern 8200 Sitzplätze.

## Geschichte
Die Spielstätte ist Eigentum der Stadt Ponferrada und wurde am 5. September 2000 mit dem Spiel SD Ponferradina gegen Celta Vigo (0:2) eingeweiht. Es ersetzt die vorherige Heimat des Vereins, das von 1975 bis 2000 genutzte Estadio Fuentesnuevas. Das reine Fußballstadion besitzt vier überdachte Tribünen, die direkt an das Spielfeldrand grenzen. Die vier Masten der Flutlichtanlage ragen senkrecht aus den Ecken des Stadions. Der SD Ponferradina stieg 2006 in die Segunda División auf und dafür wurde die Kapazität des Stadions um rund 2000 Plätze erhöht, die Pressetribüne und das Spielfeld erneuert. Des Weiteren ist das Stadion mit Drainage- und Bewässerungsanlage für das Spielfeld ausgestattet. Hinzu kommen u. a. ein Raum für Pressekonferenzen, Stellplätze für Fernsehkameras, zehn Reporterkabinen für das Radio, Büros, Konferenzräume, eine Cafeteria und eine Sporthalle. Die Sportstätte erfüllt die Auflagen der UEFA für internationale Spiele.

## Spiele der spanischen U-21-Fußballnationalmannschaft
Bisher gab es drei Spiele der U-21 von Spanien im El Toralín.
- 1. Juni 2001:  Spanien –  Bosnien und Herzegowina 5:1 (Qualifikation zur U21-EM 2002)
- 16. November 2007:  Spanien –  Polen 3:0 (Qualifikation zur U21-EM 2009)
- 2. März 2010:  Spanien –  Liechtenstein 3:1 (Qualifikation zur U21-EM 2011)